# Ayódar
Ayódar è un comune spagnolo situato nella comunità autonoma Valenciana.